# Верхня Чуча
Верхня Чуча́ (рос. Верхняя Чуча, марій. Кӱшыл Чучо) — присілок у складі Новотор'яльського району Марій Ел, Росія. Входить до складу Чуксолинського сільського поселення.

## Населення
Населення — 33 особи (2010; 22 у 2002).
Національний склад (станом на 2002 рік):
- марійці — 100 %